# 75 Pułk Zmechanizowany
75 Pułk Zmechanizowany (75 pz) – oddział Wojsk Zmechanizowanych Sił Zbrojnych PRL.

## Historia pułku
Latem 1957 roku 75 Pułk Piechoty stacjonujący w garnizonie Bartoszyce został przeformowany w 75 Pułk Zmechanizowany i podporządkowany dowódcy 15 Dywizji Zmechanizowanej im. Gwardii Ludowej.
30 września 1967 roku pułk przyjął dziedzictwo tradycji 1 Brygady Piechoty Zmotoryzowanej. Jednocześnie dzień 22 kwietnia ustanowiony został świętem pułku.
W terminie do 31 października 1989 roku jednostka została przeformowana w 75 Ośrodek Materiałowo-Techniczny (JW 2188), który w 1994 roku przekształcony został w 20 Brygadę Zmechanizowaną.
75 Pułk Zmechanizowany był jednostką mobilizującą. Zgodnie z planem mobilizacyjnym „PM-83” formował 85 Pułk Zmechanizowany należący do 26 Rezerwowej Dywizji Zmechanizowanej.

## Żołnierze 75 pz
Dowódcy pułku:
- mjr dypl. Apoloniusz Golik
- ppłk dypl  Norbert Raubo
- ppłk dypl. Włodzimierz Husak
- mjr dypl.  Jerzy Pomykała (ostatni)

Oficerowie:
- Leszek Surawski

## Struktura organizacyjna pułku w latach 80. XX wieku
- Dowództwo i sztab
  - 3 x bataliony zmechanizowane[3]
    - 3 x kompanie zmechanizowane
    - bateria moździerzy 120mm
    - pluton plot
    - pluton łączności

  - batalion czołgów
    - 3 kompanie czołgów
    - pluton łącznościBWP-1 - wóz bojowy szkolnego batalionu

  - kompania rozpoznawcza
  - bateria haubic 122mm
  - bateria ppanc
  - kompania saperów
  - bateria plot
  - kompania łączności
  - kompania zaopatrzenia
  - kompania remontowa
  - kompania medyczna
  - pluton chemiczny
  - pluton ochrony i regulacji ruchu

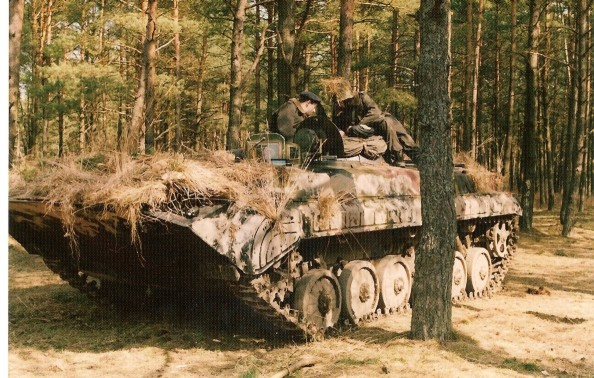
BWP-1 - wóz bojowy szkolnego batalionu

Od października 1977 roku na bazie batalionu zmechanizowanego utworzona została Szkoła Podoficerska i Młodszych Specjalistów szkoląca załogi BWP-1 dla potrzeb innych jednostek. Funkcjonowała do 1988 roku, a następnie została przeniesiona do 49 pz w Wałczu.